# 沖縄県平和祈念資料館
沖縄県立平和祈念資料館（おきなわけんりつへいわきねんしりょうかん）は2000年4月に糸満市の沖縄戦跡国定公園の平和祈念公園内に開設された博物館。

## 概要
1963年、沖縄戦資料館設置期成会が結成され、1971年2月、沖縄戦資料館設置期成会「沖縄戦資料館の設置趣意書」を発表し、1971年6月、沖縄戦資料館設置期成会が「沖縄戦資料展」を開催。1974年3月、沖縄県立平和祈念資料館を竣工し、1974年6月13日に沖縄県立平和祈念資料館設置条例が制定され、1975年6月11日、沖縄国際海洋博覧会開催に合わせて、前身である沖縄県立資料館が開館した。資料館設立の直接の動機は、当時：佐藤内閣の復帰問題対策担当大臣山中貞則総務長官（後の初代沖縄開発庁長官）の意向であったという。その後、沖縄県は「県立平和祈念資料館運営協議会設置要綱」を制定し、1976年6月には学識経験者と県の関係機関職員からなる運営協議会（委員長 中山良彦）が発足し、1978年10月、展示内容を一新している（後述）。
1991年、大田昌秀県知事時代に平和祈念公園整備の一環で「沖縄県立平和祈念資料館改築・沖縄戦犠牲者『平和の壁（現：平和の礎）』建設等基本構想検討懇話会」が発足。1996年、移転改築事業で「沖縄県平和祈念資料館(仮称)」移築が決定し、展示設計プロポーザル競技により設計施行：（有）team DREAM、設計者：(株)乃村工藝社が選定。
1999年6月に着工され、予算74億円を投じて新資料館を建設。2000年3月15日に旧資料館を閉館し、同年3月29日に新資料館の開館記念式典を行い、4月1日に一般公開を開始した。建築物は、「平和の礎」の平和の火を中心に同心円状に配置され、軸線等を一体的に空間構成する手法が採用され、また、規模の壮大さを出さないように出来るだけ低層設計でセットバックさせて、沖縄の伝統的な民家集落の様な小さな赤瓦屋根の集まりを感じさせるような設計が施されている。

## 展示内容

### 旧県立資料館
開館当時は、靖国神社奉賛会の支部である、沖縄県戦没者慰霊奉賛会（現：沖縄県平和祈念財団）が開館させたので、遊就館の様に旧帝国陸軍の牛島満中将の遺影や辞世の歌などが続き、日章旗や、拳銃や銃剣等の武器類、鉄兜や水筒や薬品ビンといった軍用品等遺品の宝物館と変わらなかった。これについて、遺骨収集と時に発見された遺品を奉賛会に寄贈した物を展示したに過ぎないので、沖縄戦の伝承について基本構想や理念は何もなかった。この事を契機に、沖縄戦の研究者たちは「沖縄戦を考える会」（準備会）を結成し、1975年6月20日付けで屋良朝苗知事と沖縄県議会に対し展示内容の問題点を指摘し、展示改善を求める意見書を提出した。1978年10月、リニューアル開館され、開館当時から180度違う沖縄の反戦平和運動の主張である、沖縄戦で旧帝国陸軍による県民虐殺の内容などが盛り込まれる様になった。また、特徴として、沖縄戦は激しい地上戦で文書の記録が残っていなかったので、当時の住民の証言を多角的に集めた物を展示に反映している。

### 平和祈念資料館
所有者である沖縄県が、平和祈念資料館監修委員会を設立して、その会合で展示内容の内容を決めている。大まかな展示項目は沖縄戦を住民目線から捉え、「米軍占領下の沖縄住民」、「アジア・太平洋の中の沖縄」、「基地の重圧と住民」、「燃え上がる復帰運動」、「復帰した基地沖縄」、「21世紀の平和創造と沖縄」と定められている。

### 展示内容についての批判
この展示内容が、大田県政時代に進められたものだったので、大田が執筆した「鉄の暴風雨」の中で取り上げられている話が平和祈念資料館監修委員会によって盛り込まれており、また、監修委員会のメンバー13人の中で、反米軍基地運動の行っている一坪反戦地主が、琉球大学教授の宮城悦二郎、沖縄国際大学教授の石原昌家、財団法人 雇用開発推進機構 調査研究部長の宮城（旧姓：内海）恵美子、沖縄大学講師・御嶽研究者の安里英子がメンバーに連ねていた。その内容が、開館直前時、稲嶺惠一知事時代であったので、監修委員会の議題に掛けず、県庁の文化国際局に展示内容の変更を指示し、変更案では「従軍慰安婦」の慰安所の場所を示した「慰安所マップ」の展示しない方向や「皇室、国体に対する観念が徹底しておらず」などとする日本軍の対沖縄人観も削除対象方針であった。 また、沖縄戦の特徴を示す「捨て石作戦」を「持久戦」に変え、「根こそぎ動員」を「県民の動員」、「15年戦争」を「アジア・太平洋戦争」に表現の変更し、壕模型の場面を説明する「幼児の口封じを命じる兵士」「青酸カリによる自決強要」の表題も「書き換える」と大幅な内容変更した。
しかし、この文書が1999年8月11日、沖縄地元紙の記事に掲載されたため、資料館監修委員会のメンバーや日本共産党系、沖縄教職員会、自治労系、沖縄平和運動センター等の団体から猛攻撃にあった。結果同年8月27日に監修委員会は展示内容を元に戻すことを県は了承した。また、県内の左翼勢力からの攻撃に対し、新しい歴史教科書をつくる会が祖国を守るために多くの兵士が命を捧げた事実を展示要求の申入れもしている。しかし、展示内容の変更については、監修委員会が主張していた内容へ戻さざるを得なかった。後に元神奈川県鎌倉市議会議員の伊藤玲子が稲嶺にインタビューを行い、著作にて沖縄の反戦平和運動を批判した。